# Бјелица (река)
Бјелица је река која протиче кроз Драгачево, десна притока Западне Мораве. Извире на 930 метара надморске висине у селу Горњи Дубац. Тече средином општине Лучани од југоистока према југозападу дужином од 41 km од извора до ушћа у Западну Мораву код села Дљин. У горњем току Бјелица је планинска река, са дубоком и уском клисурастом долином. Слив Бјелице, површине 376 km², издужен је у правцу тока реке и одликује се изразитом неравномерношћу, односно неравномерним распоредом левих и десних притока. Бројније су десне притоке, чија су изворишта на падинама планине Јелице.
- Гуча, уређено корито
- Ток Бјелице кроз Гучу
- Котража, насип